# Вулиця Митрополита Володимира Сабодана
Ву́лиця Митрополи́та Володи́мира Сабода́на — вулиця в Деснянському районі міста Києва, селище Троєщина. Пролягає від вулиці Оноре де Бальзака до вулиці Володимира Беца.
Прилучаються вулиці Довженка, Святодухівською, Гійома де Боплана, провулок Ковтунівський, вулиці Миру, Опанаса Заливахи, Сім'ї Ханенків, Мелетія Смотрицького Шевченка, Соні Делоне і Садова.

## Історія
Вулиця виникла в 1-й половині XX століття, була названа 1965 року на честь радянського державного і політичного діяча Сергія Кірова.
Сучасна назва на честь Володимира (Сабодана), предстоятеля Української православної церкви (Московського патріархату) — з 2016 року.